# Notosacantha obscura
Notosacantha obscura es una especie de insecto coleóptero de la familia Chrysomelidae. Es endémico  de Célebes.